# Parafia East Feliciana
Parafia East Feliciana (ang. East Feliciana Parish) – parafia cywilna w stanie Luizjana w Stanach Zjednoczonych. Obszar całkowity parafii obejmuje powierzchnię 455,78 mil2 (1 180,46 km²). Według danych z 2010 r. parafia miała 20 263 mieszkańców. Parafia powstała w 1824 roku i nosi imię Felicite de Gálvez, żony hiszpańskiego gubernatora Luizjany - Bernardo de Gálveza.

## Sąsiednie parafie
- Hrabstwo Amite (Missisipi) (północny wschód)
- Parafia St. Helena (wschód)
- Parafia East Baton Rouge (południe)
- Parafia West Feliciana (zachód)
- Hrabstwo Wilkinson (Missisipi) (północny zachód)

## Miasta
- Clinton
- Jackson
- Slaughter

## Wioski
- Norwood
- Wilson